# Dylan Hopkins
Pour les articles homonymes, voir Hopkins.
Dylan Hopkins, né le 23 septembre 2001 à Canberra, est un coureur cycliste australien.

## Biographie
En 2019, Dylan Hopkins évolue sous les couleurs du club Phoenix Cycle Collective, basé sur ses terres natales de Canberra. Durant cette saison, il termine quatrième du championnat d'Australie et du championnat d'Océanie sur route dans la catégorie des juniors (moins de 19 ans). 
En 2020, il intègre l'équipe continentale slovène Ljubljana Gusto Santic,. Ses débuts européens sont toutefois perturbés par la pandémie de Covid-19, qui interrompt une bonne partie du calendrier. L'année suivante, il se classe quatrième du championnat d'Australie sur route espoirs et dix-septième du Piccolo Giro di Lombardia. Il finit également quatrième du Trophée de la ville de San Vendemiano en 2022. 
Lors de la saison 2023, il multiplie les places d'honneur dans les courses continentales en terminant deuxième du Grand Prix cycliste de Gemenc, quatrième de la première étape du Tour du Frioul-Vénétie julienne, septième du Grand Prix Kranj ou encore huitième d'une étape du Tour de Hainan. Il représente par ailleurs l'Australie aux championnats du monde espoirs et au Tour de l'Avenir. Malgré ses performances, il ne décroche pas de contrat professionnel. Dylan Hopkins poursuit néanmoins la compétition en 2024 avec la structure Ljubljana Gusto Santic. 

## Palmarès et résultats

### Palmarès par année
- 2023
  - 2e du Grand Prix cycliste de Gemenc
- 2024
  - 1re étape de Belgrade-Banja Luka
- 2025
  - Tour de Gyeongnam : 
    - Classement génral
    - 1re étape

### Classements mondiaux
| Année                                 | 2022  | 2023 | 2024 |
| ------------------------------------- | ----- | ---- | ---- |
| Classement mondial                    | 1551e | 702e | 724e |
| UCI Oceania Tour                      | 74e   | 45e  | nc   |
|                                       |       |      |      |
| Légende : nc = non classéSource : UCI |       |      |      |